# Eliminatoria al Campeonato Juvenil de la AFC 1986
La Eliminatoria al Campeonato Juvenil de la AFC 1986 fue la fase clasificatoria que debieron disputar las selecciones juveniles de Asia para avanzar al torneo final que disputaron 8 equipos para pelear por dos plazas para la Copa Mundial de Fútbol Sub-20 de 1987.
La eliminatoria se dividió en 8 grupos de clasificación, de donde el vencedor de cada grupo clasificó a la fase final de la eliminatoria mundialista.

## Grupo 1
Arabia Saudita clasificó debido a que sus oponentes en el grupo no se inscribieron para el torneo.

## Grupo 2
Los partidos se jugaron en Bagdad, Irak.
| País   | J | G | E | P | GF | GC | GD | PTS |
| ------ | - | - | - | - | -- | -- | -- | --- |
| Baréin | 3 | 2 | 1 | 0 | 8  | 2  | +6 | 5   |
| Irak   | 3 | 2 | 1 | 0 | 5  | 2  | +3 | 5   |
| Kuwait | 3 | 0 | 1 | 2 | 1  | 5  | -4 | 1   |
| Omán   | 3 | 0 | 1 | 2 | 1  | 6  | -5 | 1   |

| Equipo 1 | Resultado | Equipo 2 |
| -------- | --------- | -------- |
| Kuwait   | 0-2       | Baréin   |
| Irak     | 1-0       | Omán     |
| Baréin   | 1-1       | Irak     |
| Omán     | 0-0       | Kuwait   |
| Baréin   | 5-1       | Omán     |
| Irak     | 3-1       | Kuwait   |

## Grupo 3
Catar clasificó debido a que sus rivales de grupo no se presentaron al torneo.

## Grupo 4
Los partidos se jugaron en Colombo, Sri Lanka.
| País       | J | G | E | P | GF | GC | GD | PTS |
| ---------- | - | - | - | - | -- | -- | -- | --- |
| Sri Lanka  | 2 | 1 | 1 | 0 | 4  | 1  | +3 | 3   |
| Afganistán | 2 | 1 | 1 | 0 | 2  | 1  | +1 | 3   |
| Maldivas   | 2 | 0 | 0 | 2 | 0  | 4  | -4 | 0   |

| Equipo 1   | Resultado | Equipo 2   |
| ---------- | --------- | ---------- |
| Sri Lanka  | 3-0       | Maldivas   |
| Afganistán | 1-0       | Maldivas   |
| Sri Lanka  | 1-1       | Afganistán |

## Grupo 5
Los partidos se jugaron en Quetta, Pakistán.
| País     | J | G | E | P | GF | GC | GD | PTS |
| -------- | - | - | - | - | -- | -- | -- | --- |
| India    | 2 | 1 | 1 | 0 | 1  | 0  | +1 | 3   |
| Nepal    | 2 | 0 | 2 | 0 | 2  | 2  | 0  | 2   |
| Pakistán | 2 | 0 | 1 | 1 | 2  | 3  | -1 | 1   |

| Equipo 1 | Resultado | Equipo 2 |
| -------- | --------- | -------- |
| Pakistán | 2-2       | Nepal    |
| Nepal    | 0-0       | India    |
| India    | 1-0       | Pakistán |

## Grupo 6
Los partidos se jugaron en Quindao, China.
| País            | J | G | E | P | GF | GC | GD  | PTS |
| --------------- | - | - | - | - | -- | -- | --- | --- |
| Corea del Norte | 3 | 3 | 0 | 0 | 10 | 1  | +9  | 6   |
| China           | 3 | 2 | 0 | 1 | 14 | 1  | +13 | 4   |
| Hong Kong       | 3 | 1 | 0 | 2 | 6  | 5  | +1  | 2   |
| Macao           | 3 | 0 | 0 | 3 | 1  | 24 | -23 | 0   |

| Equipo 1        | Resultado | Equipo 2        |
| --------------- | --------- | --------------- |
| China           | 0-1       | Corea del Norte |
| Hong Kong       | 5-1       | Macao           |
| Corea del Norte | 2-1       | Hong Kong       |
| Macao           | 0-12      | China           |
| Corea del Norte | 7-0       | Macao           |
| Hong Kong       | 0-2       | China           |

## Grupo 7
Los partidos se jugaron en Singapur.
| País      | J | G | E | P | GF | GC | GD | PTS |
| --------- | - | - | - | - | -- | -- | -- | --- |
| Indonesia | 3 | 2 | 1 | 0 | 4  | 0  | +4 | 5   |
| Tailandia | 3 | 1 | 1 | 1 | 3  | 2  | +1 | 3   |
| Malasia   | 3 | 0 | 3 | 0 | 3  | 3  | 0  | 3   |
| Singapur  | 3 | 0 | 1 | 2 | 2  | 7  | -5 | 1   |

| Equipo 1  | Resultado | Equipo 2  |
| --------- | --------- | --------- |
| Indonesia | 1-0       | Tailandia |
| Singapur  | 2-2       | Malasia   |
| Indonesia | 3-0       | Singapur  |
| Malasia   | 1-1       | Tailandia |
| Tailandia | 2-0       | Singapur  |
| Malasia   | 0-0       | Indonesia |

## Grupo 8
Solamente participaron 2 equipos, los cuales jugaron la serie a un partido en Incheon, Corea del Sur.
| Equipo 1      | Resultado  | Equipo 2 |
| ------------- | ---------- | -------- |
| Corea del Sur | 4-2 (t.e.) | Japón    |

## Clasificados al Torneo Sub-20
| - Arabia Saudita - Baréin - Catar - Sri Lanka | - India - Indonesia - Corea del Norte - Corea del Sur |